# Elmer McCurdy
Pour les articles homonymes, voir McCurdy.
Elmer McCurdy, né le 1er janvier 1880 dans l'État du Maine et décédé le 7 octobre 1911, est un hors-la-loi américain de peu d'envergure qui aurait pu rester totalement inconnu si son corps n'avait pas été momifié puis utilisé pour des expositions itinérantes à travers les États-Unis ou pour le tournage d'un film. 
Après être tombée dans l'oubli, sa momie a été redécouverte dans le parc d'attractions Queen's Pike de Long Beach (Californie) en décembre 1976 à l'occasion du tournage de la célèbre série américaine de science-fiction L'Homme qui valait trois milliards.

## Biographie

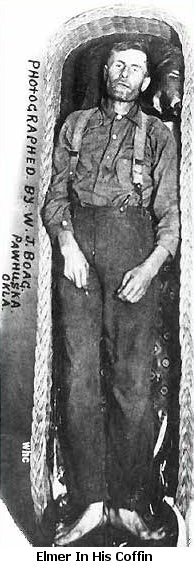
Le corps d'Elmer Mc Curdy dans son cercueil

Elmer McCurdy est né le 1er janvier 1880, de la jeune Sadie McCurdy et d'un père inconnu, dans le comté de Washington, situé dans l'État du Maine. Il ne fut pas élevé par sa mère, mais par sa tante, sœur de cette dernière, et son oncle.

### Carrière de hors-la-loi
Après trois années passés dans l'armée américaine, McCurdy se rend en Oklahoma pour y rejoindre un groupe de pilleurs de banques et de trains. Lors d'une opération, le groupe attaque par erreur un train, pensant qu'il contenait un coffre renfermant des milliers de dollars du gouvernement destinés aux tribus  natives américaines Osages. L'opération se solde par un butin de 46 dollars et de quelques bouteilles d'alcool.
Elmer McCurdy est tué quelque temps plus tard lors d'un échange de coups de feu à Osage Hills avec des shérifs. Ses dernières paroles sont : « Vous ne m'aurez jamais vivant ! ».

### Carrière post-mortem
Son corps, rapporté à Pawhuska pour d'éventuelles funérailles, n'a jamais été réclamé. Celui-ci est pourtant embaumé par le croque-mort à l'aide d'une solution d'arsenic, dans le but d'être exposé au public, dans plusieurs spectacles, sous le nom de L'homme qui refusa de se rendre. Le cadavre sera ensuite récupéré par sa supposée famille.
Près de cinq ans après sa mort, Louis Sonney, propriétaire du musée du crime à Los Angeles, se présente au Great Patterson Shows dirigé par James et Charles Pattersson, prétendus frères de McCurdy, et qui continuaient à exposer en fait le cadavre. Sonney conclut l'affaire, puis emporte le corps du défunt afin de l'exposer à son tour dans les différentes étapes américaines de son musée itinérant. 
En 1933, le réalisateur et producteur de film américain Dwain Esper le récupéra provisoirement, pour ce qu'on peut considérer comme une « location », dans le but de promouvoir le lancement de son film à petit budget intitulé Narcotic, puis il restitua le corps à son « propriétaire ».
Selon Guillaume Bailly, auteur de l'ouvrage le Livre de la mort, le cadavre fut cédé au réalisateur et producteur de film américain David F. Friedman pour faire de la figuration dans un film d'horreur intitulé She Freak, réalisé par Byron Mabe et distribué à la fin des années 1960.
Friedman revendit ensuite le corps de McCurdy à l'homme d'affaires indien Spoony Singh, propriétaire de l'Hollywood Wax Museum. Endommagé au cours d'une tempête, le cadavre mutilé fut revendu à Ed Liersch qui l'accrocha à une potence dans un des parcs de loisirs californiens ; ce dernier loua occasionnellement son parc comme décor pour une série américaine des années 1970.

### Redécouverte du corps et inhumation
En décembre 1976, pendant le tournage de l'épisode Carnaval d'espions (Carnival of Spies), de la série américaine L'Homme qui valait trois milliards, un membre de l'équipe de tournage déplace ce qu'il pense être un mannequin suspendu à une potence dans un site de train fantôme du parc d'attraction. Lorsque son bras se détache, l'équipe découvre alors qu'il s'agit des restes momifiés d'un corps humain. Plus tard, un médecin légiste a la surprise de découvrir, dans la bouche de la momie, un penny de 1924 ainsi qu'un billet d'entrée pour le musée du crime à Los Angeles. Ce ticket ainsi que des archives de journaux permettent à la police d'identifier le corps comme étant celui d'Elmer McCurdy.
Il est finalement enterré dans un cimetière de Guthrie le 22 avril 1977, en présence de l'équipe de tournage, du réalisateur et des acteurs dont Lee Majors. La pierre tombale indique deux dates : celle de sa mort en 1911 et celle de son inhumation en 1977.

### Reportages vidéos
- Sur YouTube : American Mummy: The Tale of Outlaw Elmer McCurdy